# Canis lupus italicus
Canis lupus italicus és una subespècie de llop que habita la península Itàlica. El recent augment de la població l'ha portat a distribuir-se també al sector occidental de l'arc alpí, així com al nord de Catalunya, concretament a la zona pirinenca, i podria creuar-se amb llop ibèric al Baix Aragó, tocant els Ports de Beseit.

## Característiques

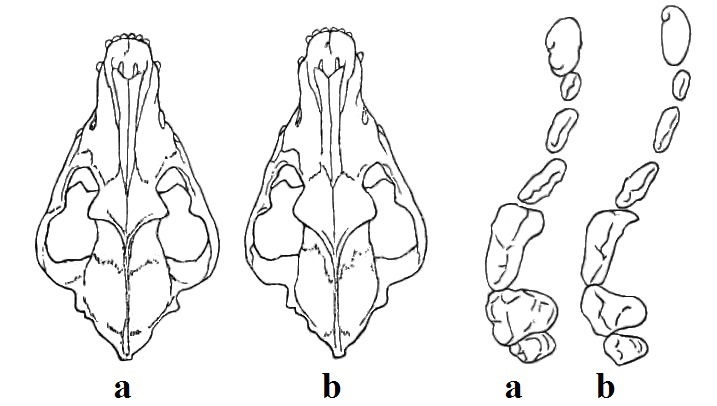
Il·lustració comparativa entre el crani i la dentadura de C. l. lupus (a) i de C. l. italicus (b).

C. l. italicus és més petit que el llop comú: el pes d'un exemplar mascle gira al voltant de 30-35 kg, mentre que en l'exemplar femella el pes és d'aproximadament 25-30 kg. La llargada mitjana és d'aproximadament 120 cm, mentre que l'alçada mitjana és d'aproximadament 50-70 cm. El pèl és de color gris-marró.

### Dieta
La dieta de C. l. italicus es compon principalment d'ungulats de talla mitjana (senglars, isards, cabirols i daines), però si no n'hi ha, es nodreix també d'animals de talla inferior (petits rosegadors, llebres, etc.), fruita i bolets. S'ha adaptat a la presència humana, també pel que fa a la nutrició; en algunes zones, de fet, aquests animals no ignoren ni les deixalles ni els animals domèstics.
A Itàlia, els depredadors maten cada any nombrosos caps de bestiar (ovelles, cabres, vedells i, de tant en tant, poltres). Aquesta estimació també inclou, tanmateix, les morts causades per grups de gossos assilvestrats, que ocupen el mateix nínxol ecològic que C. l. italicus i hi entren en competició.
Per evitar que la protecció del llop comporti greus pèrdues econòmiques pels ramaders, diverses regions han instituït indemnitzacions pels danys soferts a causa dels atacs al bestiar.

### Reproducció
El festeig té lloc durant els primers mesos de l'any, mentre que l'aparellament es produeix durant la segona meitat de març.
La gestació dura aproximadament dos mesos i el nombre de nounats varia segons l'edat de la mare de dues a vuit cries.

## Població

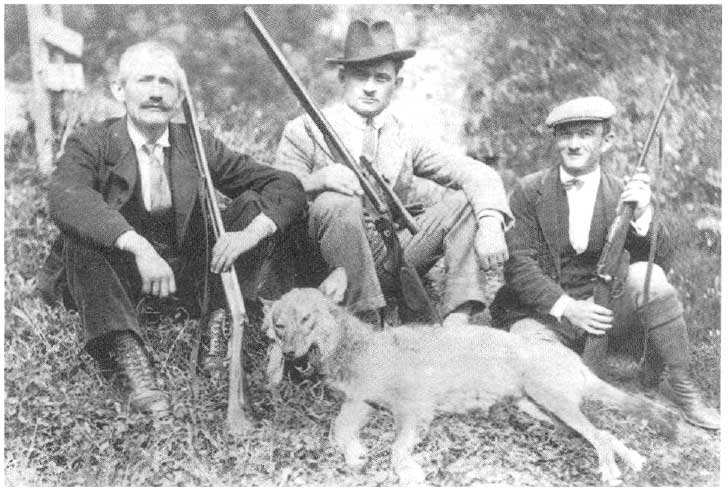
Exemplar de llop gris mort a Malga Campo Bon (Comelico) el 24 de maig del 1929

| Població de C. l. italicus a Itàlia |                    |
| Any                                 | Nombre d'exemplars |
| 1968                                | 300                |
| 1971                                | 200                |
| 1976                                | 100                |
| 1982                                | 200                |
| 1986                                | 250                |
| 1990                                | 400                |
| 1995                                | 500                |
| 2000                                | 600                |
| 2010                                | 1.000              |
| 2013                                | 1.500              |